# Geovanny Sigüenza
Geovanny Sigüenza es un deportista ecuatoriano que compitió en taekwondo. Ganó una medalla de bronce en el Campeonato Panamericano de Taekwondo de 1998, en la categoría de –64 kg.

## Palmarés internacional
| Campeonato Panamericano | Campeonato Panamericano | Campeonato Panamericano | Campeonato Panamericano |
| Año                     | Lugar                   | Medalla                 | Categoría               |
| ----------------------- | ----------------------- | ----------------------- | ----------------------- |
| 1998                    | Lima (Perú)             | Medalla de bronce       | –64 kg                  |